# Lisanne de Roever
Lisanne Freya de Roever (Amstelveen, 6 de junio de 1979) es una exjugadora neerlandesa de hockey sobre césped.

## Trayectoria
de Roever tuvo su primera participación olímpica en Atenas 2004, donde perdió la final ante Alemania y consiguió la medalla de plata. En Pekín 2008 volvió a llegar a la final del torneo, donde derrotó a China y obtuvo la medalla de oro.